# Synodontis waterloti
Synodontis waterloti är en fiskart som beskrevs av Jacques Daget 1962. Synodontis waterloti ingår i släktet Synodontis och familjen Mochokidae. IUCN kategoriserar arten globalt som livskraftig. Inga underarter finns listade i Catalogue of Life.